# Terry Semel
Terence Steven Semel (Nova Iorque, 24 de fevereiro de 1943) é um executivo estadunidense. Ele foi presidente e CEO do Yahoo! de 2001 a 2007. Anteriormente, passou 24 anos na Warner Bros., onde atuou como presidente e co-diretor executivo.

## Biografia
Semel nasceu em uma família judia no Brooklyn, Nova York, filho de Mildred (nascida Wenig) e Ben Semel. Seu pai era designer de casacos femininos e sua mãe executiva de uma empresa de ônibus. Ele foi criado em Bay Terrace, uma comunidade em Bayside, Queens. Ele é filho do meio e tem duas irmãs.  Aos 23 anos, se formou na Universidade de Long Island com bacharelado em contabilidade.